# Suryo Agung Wibowo
Suryo Agung Wibowo (né le 8 octobre 1983 à Surakarta) est un athlète indonésien, spécialiste du 100 m.
Son meilleur temps est de 10 s 25, réalisé à Nakhon Ratchasima lors des Jeux du Sud-Est asiatique en 2007. Le 13 décembre 2009, il l’améliore en 10 s 17 à Vientiane.
Il a participé aux Championnats du monde 2003 et aux Jeux olympiques de 2008. Il détient les records d'Indonésie du relais 4 × 100 m et du 200 m en 20 s 76, également réalisés lors de ces Jeux à Nakhon Ratchasima. Il a battu le record du 4 × 100 une seconde fois en 39 s 78 à Canton (Chine) le 23 novembre 2010, équipe composée de M. Fadlin Fadlin, Suryo Agung Wibowo, Farrel Octaviandi et Franklin Ra. Burumi.	
Il remporte le 100 m des Championnats d'Océanie d'athlétisme 2010 à Cairns.